# カネコア・テシェイラ
カネコア・ジェイコブ・テシェイラ（Kanekoa Jacob Texeira, 1986年2月6日 - ）は、アメリカ合衆国ハワイ州マウイ島出身の元プロ野球選手（投手）。右投右打。
シェーン・ビクトリーノは従兄にあたる。

## 経歴

### プロ入り前
2004年のMLBドラフトでミルウォーキー・ブルワーズから31巡目指名されるも、契約しなかった。

### プロ入りとホワイトソックス傘下時代
2006年のMLBドラフトでシカゴ・ホワイトソックスから22巡目（全体675位）で指名され、6月14日に契約を結んだ。この年は、傘下のルーキー級ブリストル・ホワイトソックスとA級カナポリス・インティミデイターズでプレーした。
2007年は、A級カナポリスでプレーした。
2008年は、A+級ウィンストン・セイラム・ダッシュとAA級バーミングハム・バロンズでプレーした。

### ヤンキース傘下時代
2008年11月14日にウィルソン・ベテミー、ジェフ・マルケス、ジョニー・ヌニェスとのトレードでニック・スウィッシャーと共にニューヨーク・ヤンキースへ移籍した。
2009年は、傘下のAA級トレントン・サンダーでプレーした。

### マリナーズ時代
2009年12月にルール・ファイブ・ドラフトでシアトル・マリナーズへ移籍した。
2010年は、開幕ロースターに名を連ねた。4月6日のオークランド・アスレチックス戦でメジャーデビューを果たした。しかし、5月31日にDFAとなった。

### ロイヤルズ時代
2010年6月3日にウェーバーでカンザスシティ・ロイヤルズへ移籍した。6月15日のヒューストン・アストロズ戦で、メジャー初勝利を記録した。
2011年5月18日にDFAとなった。

### ヤンキース復帰
2011年5月25日にウェーバーでヤンキースへ移籍し、傘下のAAA級スクラントン・ウィルクスバリ・ヤンキースでプレーした。7月6日に解雇されたが、7月20日にマイナー契約で再契約を結んだ。

### レッズ傘下時代
2011年12月15日にシンシナティ・レッズとマイナー契約を結んだ。
2012年は、傘下のAAA級ルイビル・バッツでプレーした。

### 独立リーグ時代
2013年は、アトランティックリーグのブリッジポート・ブルーフィッシュでプレーした。この年の、アトランティックリーグのオールスターゲームにも選出された。

### レッズ復帰
2013年7月4日にレッズとマイナー契約を結び、AAA級ルイビルで16試合に登板した。

### 独立リーグ時代
2014年は、ブリッジポート・ブルーフィッシュでプレーした。

### ブレーブス傘下時代
その後、アトランタ・ブレーブスとマイナー契約を結んだ。傘下のAAA級グウィネット・ブレーブスで13試合に登板した。

### 現役引退後
2017年にブレーブス傘下ルーキー級ダンビル・ブレーブスの投手コーチに就任し、2年間務めた。
その後もブレーブス傘下球団で指導者の道を歩み、2019年からは傘下A級ローム・ブレーブスの投手コーチ、2021年から2022年まではA級ロームの監督、2023年はAA級ミシシッピ・ブレーブスの監督、2024年からはAAA級グウィネット・ストライパーズの監督と昇進している。

## 詳細情報

### 背番号
- 53 (2010年 - 同年途中)
- 54 (2010年途中 - 同年終了)
- 50 (2011年)